# James Maitland Balfour
James Maitland Balfour (Whittingehame, 5 gennaio 1820 – Funchal, 23 febbraio 1856) è stato un politico scozzese.
Era il figlio di James Balfour, e di sua moglie, Lady Eleanor Maitland, figlia di James Maitland, VIII conte di Lauderdale. 

## Biografia
Studiò a Eton e al Trinity College, Cambridge.
Alla morte del padre ereditò Whittingehame House e la sua tenuta a Strathconan, così come la casa a Grosvenor Square, Londra. Inoltre aveva ereditato le capacità imprenditoriali del padre, ed è diventato un direttore della North British Railway, il che gli permise di guadagnare una fortuna.
È stato membro del Parlamento per Haddington (1841-1847) ed è stato anche il maggiore comandante della East Lothian Yeomanry Cavalry.
Morì di tubercolosi il 23 febbraio 1856 a Funchal.

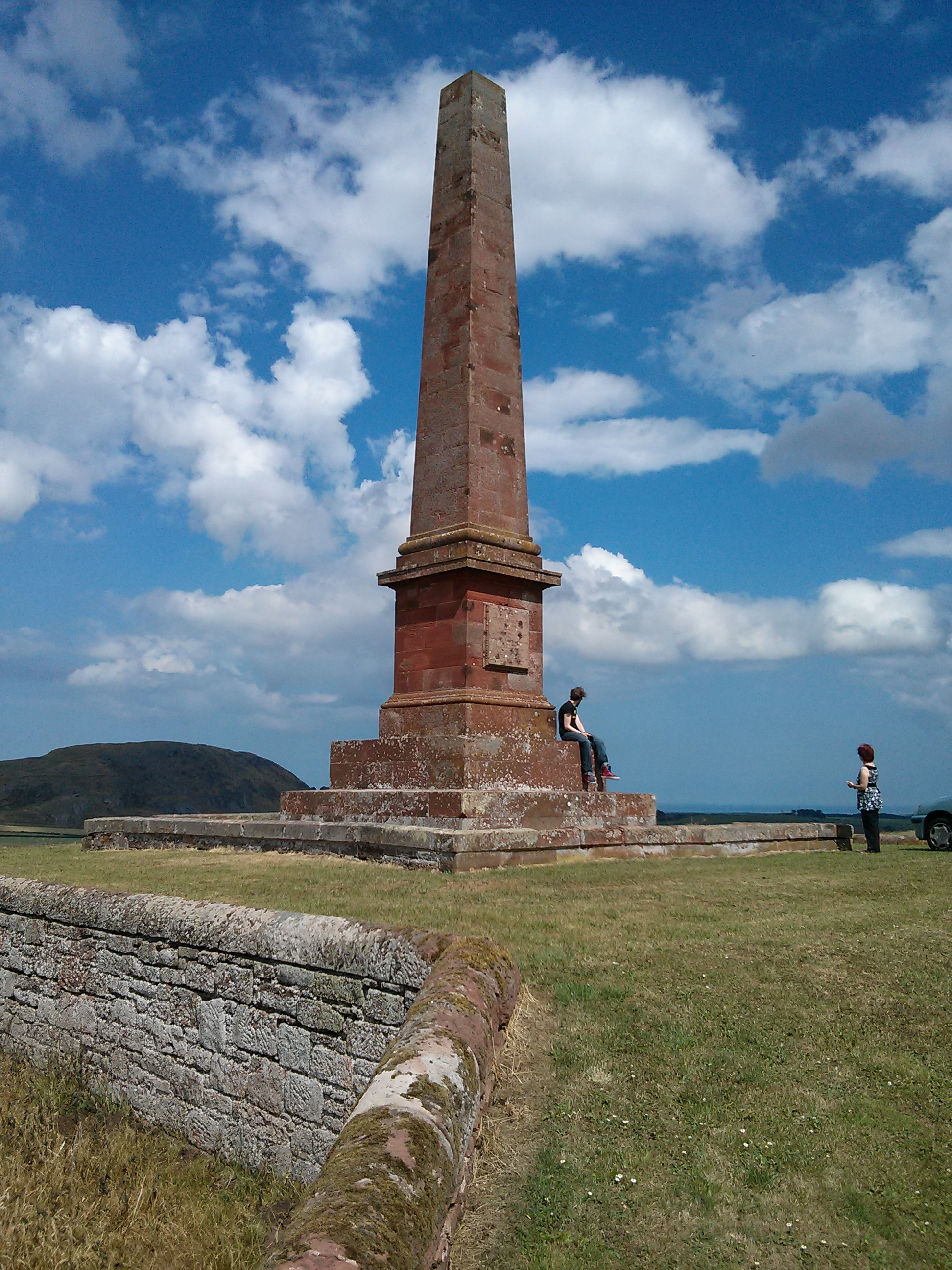

## Matrimonio
Sposò, il 15 agosto 1843, Lady Blanche Mary Harriet Gascoyne-Cecil (?-16 maggio 1872), figlia di James Gascoyne-Cecil, II marchese di Salisbury. Ebbero otto figli:
- Eleanor Mildred Balfour (1845-10 febbraio 1936), sposò Henry Sidgwick, non ebbero figli;
- Evelyn Georgiana Mary Balfour (1846-7 aprile 1934), sposò John Strutt, III barone di Rayleigh, ebbero quattro figli;
- Arthur Balfour, I conte Balfour (25 luglio 1848-19 marzo 1930);
- Cecil Charles Balfour (22 ottobre 1849-5 aprile 1881);
- Alice Blanche Balfour (10 novembre 1851-12 giugno 1936), sposò Arthur Milne, non ebbero figli;
- Francis Maitland Balfour (10 novembre 1851-19 luglio 1882);
- Gerald Balfour, II conte Balfour (9 aprile 1853-14 gennaio 1945);
- Eustace James Anthony Balfour[4] (8 giugno 1854-14 febbraio 1911), sposò Frances Campbell[4], ebbero cinque figli.